# Colin Biard
Colin Biard, oppure Colin Biart o Nicolas Biard (Amboise, 1460 – circa 1525), è stato un architetto francese.

## Biografia
Colin Biard nacque ad Amboise nel 1460.
Fu uno dei primi architetti francesi, in un periodo artistico-storico-architettonico di ampia diffusione dello stile gotico, ad inserire nelle sue opere alcuni elementi rinascimentali, anche se più decorativi che strutturali.
Esordì lavorando nel castello di Amboise nel 1483, al servizio di Carlo VIII di Francia, prima di occuparsi, assieme a tre suoi colleghi, alla realizzazione del Pont Notre-Dame (1500).
Successivamente si impegnò nel castello di Blois per Lodovico XII, e contemporaneamente lavorò per il cardinale di Amboise al castello di Gaillon (1505-1506), dove realizzò anche una cappella.
Altri lavori furono la ristrutturazione e l'ultimazione del castello di Verger nell'Anjou, su commissione del maresciallo di Gyé.
Nel 1506 collaborò con i lavori di completamento della Torre dell'orologio e della Torre di Beurre nella Cattedrale di Notre-Dame a Rouen.
L'anno seguente si dedicò ai restauri di alcune torri della cattedrale di Bourges.
Nel 1508 partecipò alla ricostruzione delle torri della cattedrale di Bourges, in collaborazione con Pierre Chesnau.
Colin Biard fu il padre di Noël Biard (1520-1570), architetto che lavorò al Museo del Louvre (1551-1568) e al castello di Fontainebleau (1568-1570), oltre che il nonno dello scultore e architetto Pierre Bard il Vecchio (1559-1609).

## Opere
- Castello di Amboise (1483);
- Pont Notre-Dame (1500);
- Castello di Blois (1505-1506);
- Castello di Gaillon (1505-1506);
- Castello di Verger ();
- Torre dell'orologio e della Torre di Beurre nella cattedrale di Notre-Dame a Rouen (1506);
- Torri della cattedrale di Bourges (1508).